# Кавалліні Ахілл Людвиґович
Каваллі́ні Ахі́лл (Ахі́ллій) Лю́двиґович (1857, Італія — 14 грудня 1932, Київ) — оперний хормейстер, диригент, вокальний педагог, антрепренер..